# 메시에 49
M49(NGC 4472)는 처녀자리에 있는 타원 은하이다. 1771년 2월 19일 샤를 메시에가 메시에 천체 목록에 넣었다.
M49는 지구에서 약 5,300만 광년 떨어져 있으며, 겉보기 등급은 +9.4등급이다. 시직경은 10.2×8.3분으로 후퇴 속도는 997±7km/s이다. 이 은하에서 1969년 6월 초신성 SN 1969Q이 관찰됐다.

## 같이 보기
- 메시에 천체 목록